# Armoriale dei comuni del Finistère
Questa pagina contiene le armi (stemma e blasonatura) dei comuni del Finistère.
| Stemma | Nome del comune e blasonatura |
| ------ | --- |
|        | Argol Écartelé : au premier d'hermine plain, au deuxième fascé d'or et de gueules de six pièces, au troisième d'or aux trois pommes de pin d'azur mal ordonnées, au quatrième d'argent à l'arbre arraché de sinople, un oiseau de sable tenant en son bec un rameau aussi de sinople brochant sur le fût ; sur le tout de gueules au roi Gradlon d'or chevauchant un cheval d'argent (inquartato: nel 1º d'armellino pieno; nel 2º fasciato d'oro e di rosso; nel 3º d'oro, a tre pigne d'azzurro male ordinate; nel 4º d'argento, all'albero sradicato di verde, all'uccello di nero tenente nel becco un ramo pure di verde, attraversante sul fusto; sul tutto di rosso, al re Gradlon d'oro che cavalca un cavallo d'argento) |
|        | Arzano De gueules à la croix endentée d'argent, chargée en chef d'une moucheture d'hermine de sable soutenue d'un croissant du champ, chargée aussi en abîme d'un lion léopardé d'azur armé et lampassé aussi de gueules, et cantonnée en chef de deux mâcles d'or (di rosso, alla croce dentata d'argento, caricata in capo da una moscatura d'armellino di nero sostenuta da un crescente del campo, e caricata anche in cuore da un leone illeopardito d'azzurro armato a lampassato pure di rosso, e accantonata in capo da due losanghe forate d'oro) |
|        | Audierne D'or à une ancre de marine de sable accostée de deux homards de gueules et accompagnée en pointe d'un merlu d'azur, au chef d'hermine plain. (d'oro, all'ancora di nero, accostata da due aragoste di rosso e accompagnata in punta da un merlano d'azzurro, al capo d'armellino) |
|        | Berrien D'argent aux trois jumelles de gueules, au franc-canton d'or chargé d'un lion de sable (d'argento, a tre gemelle di rosso, al canton franco d'oro, caricato di un leone di nero) |
|        | Brasparts De sinople à une tête de cheval arrachée d'argent, au chef denché de trois pièces du même (di verde, alla testa di cavallo strappata d'argento; al capo dentato di tre pezzi dello stesso) |
|        | Brest parti de France moderne et de Bretagne "De France moderne" c'est d'azur à trois fleurs de lis d'or "De Bretagne" c'est d'hermine plain (partito di Francia moderna [d'azzurro, a tre gigli d'oro] e di Bretagna [d'armellino pieno]) |
|        | Camaret-sur-Mer D'azur à une nef équipée, habillée et flammée d'argent, voguant sur une mer de sinople, senestrée d'une tour d'or maçonnée ouverte et ajourée de sable, au chef d'hermine (d'azzurro, alla nave fornita, armata e banderuolata d'argento, vogante su un mare di verde, sinistrata da una torre d'oro, murata, aperta e finestrata di nero; al capo d'armellino) |
|        | Châteaulin D'azur au château de deux tours couvertes d'argent, girouettées d'or, soutenu d'un saumon aussi d'argent (d'azzurro, al castello di due torri coperte d'argento, banderuolate d'oro, sostenuto da un salmone del secondo) |
|        | Châteauneuf-du-Faou D'azur au château ouvert d'argent, ajouré et maçonné de sable, accompagné en pointe d'une fasce ondée aussi d'argent (d'azzurro, al castello aperto d'argento, finestrato e murato di nero, accompagnato in punta da una fascia ondata pure d'argento) |
|        | Cléden-Cap-Sizun De gueules au rencontre de cerf d'or, accompagné en chef de trois mouchetures d'hermine du même, ordonnées 2 et 1, chaussé aussi d'or, les traits chargés à dextre de trois fleurs de lys et à senestre de trois roses, le tout de l'un en l'autre (di rosso, al riscontro di cervo d'oro, accompagnato in capo da tre moscature d'armellino dello stesso, calzato pure d'oro caricato a destra da tre gigli ordinati in banda e a sinistra da tre rose ordinate in sbarra, il tutto del campo) |
|        | Clohars-Fouesnant D'azur à la croix d'or chargée de cinq fleurs de lys d'Azur, cantonnée aux premier et quatrième d'un croissant, aux deuxième et troisième d'une étoile, le tout d'or (d'azzurro, alla croce d'oro caricata di cinque gigli d'azzurro, accantonata nel 1° e 4° da un crescente e nel 2° e 3° da una stella, il tutto d'oro) |
|        | Commana D'argent aux trois mouchetures d'hermine de sable, au mantel renversé de gueules chargé de quatre fasces aussi d'or et d'un lion léopardé morné aussi de sable brochant en pointe (di rosso, a quattro fasce d'oro, al leone nato morto illeopardito di nero attraversante in punta; alla punta rovesciata d'argento caricata di tre moscature d'armellino pure di nero) |
|        | Concarneau d'hermine, à trois haches de gueules posées en pal et rangées en fasce (d'armellino, a tre asce di rosso, poste in palo e ordinate in fascia) |
|        | Coray Coupé d'azur et de sable, une croix gironnée d'or de huit pièces brochant sur le tout, cantonnée en chef de deux mouchetures d'hermine d'or (troncato d'azzurro e di nero, alla croce gheronata d'oro di otto pezzi attraversante sul tutto, accantonata nel capo da due moscature d'armellino d'oro) |
|        | Coray D'azur à la croix latine facettée d'or et de sable, au chef ondé d'or meublé de trois mouchetures d'hermine (d'azzurro, alla pietra di Coray d'oro e di nero, al capo ondato d'oro caricato di tre moscature d'armellino) |
|        | Crozon D'or au lion morné de sable, à la bordure de gueules à trois mâcles d'or posées 1 et 2 (d'oro, al leone nato morto di nero, alla bordura di rosso con tre losanghe vuote d'oro poste 1 e 2) |
|        | Douarnenez D'azur à la clé d'or renversée et posée en pal, l'anneau en losange pommeté, le panneton figurant une ancre (d'azzurro, alla chiave d'oro rovesciata e posta in palo, con l'anello a forma di losanga pomettata, il congegno raffigurante un'ancora) |
|        | Le Drennec - (-) |
|        | Elliant D'or à une mâcle de sinople; au chef d'argent chargé de cinq mouchetures d'hermine posées en fasce (d'oro, alla losanga vuota di verde; al capo d'argento caricato di cinque moscature d'armellino ordinate in fascia) |
|        | Ergué-Gabéric De gueules à la croix potencée d'argent, cantonnée de quatre croisettes de même ; au chef danché d'argent chargé de trois mouchetures d'hermines de sable. (di rosso, alla croce potenziata d'argento, accantonata da quattro crocette dello stesso; al capo dentato d'argento, caricato da tre moscature d'armellino) |
|        | Le Faou d'azur au léopard d'or (d'azzurro, al leopardo d'oro) |
|        | Le Folgoët D'azur à la fleur de lys au naturel accostée de trois quintefeuilles d'or, au chef d'argent chargé de cinq mouchetures d'hermine de sable (d'azzurro, al giglio al naturale, accompagnato da tre cinquefoglie d'oro; al capo d'argento, caricato da cinque moscature d'armellino di nero) |
|        | La Forest-Landerneau écartelé, au premier de gueules aux neuf mâcles d'argent ordonnées 3 ,3 et 3, au deuxième d'or à l'arbre arraché de sable et feuillé de sinople, au troisième d'or au vaisseau de sable habillé d'argent, au quatrième de gueules aux neuf mouchetures d'hermine d'argent ordonnées 4, 3 et 2 (inquartato: nel 1º di rosso, a nove losanghe forate d'argento ordinate 3, 3 e 3; nel 2º d'oro, all'albero sradicato di nero e fogliato di verde; nel 3º d'oro, al vascello di nero fornito d'argento; nel 4º di rosso a nove moscature d'armellino d'argento ordinate 4, 3 e 2) |
|        | La Forêt-Fouesnant D'azur à l'abre arraché à trois racines d'or, au feuillage constitué d'un vol de mouettes d'argent, accompagné à dextre d'une croix pattée or et à senestre d'une ancre de marine du même ; au chef d'argent chargé de cinq mouchetures d'hermine (d'azzurro, all'albero sradicato con tre radici d'oro, col fogliame costituito da un volo di gabbiani d'argento, accompagnato a destra da una croce patente d'oro e a sinistra da un'ancora dello stesso; al capo d'argento caricato di cinque moscature d'armellino) |
|        | Fouesnant De sable à l'aigle bicéphale éployée d'argent becquée et membrée de gueules (di nero, all'aquila bicefala d'argento imbeccata e membrata di rosso) |
|        | Gouesnach D'argent à la bordure abaissée d'azur ; un rencontre de bélier d'or brochant sur le tout accompagné de trois mouchetures d ‘hermine posées 2,1. (d'argento, alla bordura abbassata d'azzurro; al riscontro di ariete d'oro attraversante sul tutto accompagnato da tre moscature d'armellino poste 2, 1) |
|        | Gouesnou De gueules à la fasce d'or accompagnée en chef et en pointe de trois besants du même (di rosso, alla fascia d'oro accompagnata da sei bisanti, tre ordinati in fascia in capo e tre ordinati in fascia in punta) |
|        | Guengat D'azur aux trois mains dextres appaumées d'argent (d'azzurro, a tre mani destre appalmate d'argento) |
|        | Guerlesquin d'or à la fasce de gueules. (d'oro, alla fascia di rosso) |
|        | Guiclan Coupé voûté : au premier d'or aux trois mouchetures d'hermine de sable rangées en fasce, au second de sable au fermail d'or (troncato centrato: nel 1º d'oro, a tre moscature d'armellino ordinate in fascia; nel 2º di nero, alla fibbia d'oro) |
|        | Guilers d'azur à la croix d'or chargée en cœur d'un lion morné de sable, cantonnée en chef de deux aiglettes et en pointe de six annelets, le tout d'argent (d'azzurro, alla croce d'oro caricata in cuore da un leone nato morto di nero, accantonata in capo da due aquile e in punta da sei anelletti, il tutto d'argento) |
|        | Guimaëc Parti : au 1, d'argent à l'épée haute de gueules, au 2, de gueules à la nef voguante d'argent (partito: nel 1° d'argento, alla spada alta di rosso; nel 2° di rosso, alla nave vogante del primo) |
|        | Henvic d'argent au lion morné de sable, accompagné de trois molettes du même (d'argento, al leone nato morto di nero, accompagnato da tre rotelle da sperone dello stesso) |
|        | Île-de-Batz D'or au lion morné de sable en abîme accompagné de douze mouchetures d'hermine du même accollées et ordonnées en orle gironnante (d'oro, al leone nato morto di nero, accompagnato da dodici moscature d'armellino dello stesso accollate e ordinate in orlo circolare) |
|        | Île-de-Sein D'azur à un besant d'argent chargé d'une moucheture d'hermine, accompagné de trois homards d'or appointés en pairle (d'azzurro, a un bisante d'argento caricato da una moscatura di armellino, accompagnato da tre aragoste d'oro appuntate in pergola) |
|        | Île-Molène - (d'azzurro, all'ancora di rosso attraversata da due pastorali dello stesso posti in decusse, accompagnata da tre cinquefoglie d'argento) |
|        | Le Juch d'azur au lion d'argent armé et lampassé de gueules (d'azzurro, al leone d'argento, armato e lampassato di rosso) |
|        | Kernilis d'or à un lion d'azur ; au chef d'argent chargé de 3 mouchetures d'hermine (d'oro, al leone d'azzurro; al capo d'argento caricato di tre moscature d'armellino) |
|        | Kernouës D'argent aux deux fasces de sable accompagnées en abîme d'une moucheture d'hermine du même, accostée de deux quintefeuilles aussi de sable (d'argento, a due fasce di nero, accompagnate in cuore da una moscatura d'armellino accostata da due quintefoglie, il tutto di nero) |
|        | Landéda Coupé : au premier d'azur à la barque équipée d'argent, à la voile du même chargée d'une croix celtique de sable, accostée de deux coquilles d'or ; au second d'or flanqué en pal d'azur (troncato: nel 1° d'azzurro, alla barca fornita d'argento, alla vela dello stesso, caricata da una croce celtica di nero, accostata da due conchiglie d'oro; nel 2° d'oro, fiancheggiato in palo d'azzurro) |
|        | Landévennec D'hermine au gousset d'azur, chargé en chef d'un navire équipé et habillé d'or soutenu d'une crosse en pal du même (d'armellino, al gousset d'azzurro, caricato in capo da una nave fornita e vestita d'oro, sostenuta da un pastorale in palo dello stesso) |
|        | Landivisiau De gueules à l'écusson d'or au lion morné de sable, accompagné de huit macles d'or disposées en orle (di rosso, allo scudetto d'oro caricato da un leone nato morto di nero, accompagnato da otto losanghe forate d'oro disposte in orlo) |
|        | Landrévarzec D'argent à trois fasces de gueules accompagnée en chef d'une volute de crosse de sable, accostée à dextre et senestre de deux mouchetures d'hermine aussi de sable, à la bordure d'azur chargée de quitefeuilles d'argent en orle (d'argento, a tre fasce di rosso accompagnate in capo da una voluta di pastorale di nero, accostata a destra e sinistra da due moscature d'armellino pure di nero; alla bordura d'azzurro, caricata di cinquefoglie d'argento) |
|        | Lanhouarneau coupé, au premier de sable à la croix d'or chargée en cœur d'une moucheture d'hermine et cantonnée de quatre besants d'or, au second d'or au loup passant de sable allumé aussi d'or (troncato: nel 1º di nero, alla croce d'oro caricata in cuore da una moscatura d'armellino e accantonata da quattro bisanti d'oro; nel 2º d'oro, al lupo passante di nero, illuminato pure d'oro) |
|        | Lanmeur d'argent, à trois hermines de sable, deux et un, et une face en devise de gueule (d'argento, a tre moscature d'armellino ed una fascia in divisa di rosso) |
|        | Lanneuffret De sinople aux deux haches d'armes adossées d'or, au chef d'argent chargé de trois mouchetures d'hermines (di verde, a due asce d'armi addossate d'oro, al capo d'argento caricato di tre moscature d'armellino) |
|        | Lannilis d'azur aux trois macles d'or (d'azzurro, a tre losanghe vuote d'oro) |
|        | Lanvéoc Echiqueté d'argent et de gueules de quatre tires, aux quatre mouchetures d'hermine de sable posées à plomb et rangées en bande sur quatre points d'argent de l'échiqueté, à la champagne d'azur chargée d'une ancre d'or sans trabe, brochant sur un vol stylisé d'argent (Scaccato d'argento e di rosso di quattro tiri, a quattro moscature d'armellino di nero poste a piombo e ordinate in banda su quattro punti d'argento dello scaccato; alla campagna d'azzurro caricata da un'ancora d'oro senza trave, attraversante su un volo stilizzato d'argento) |
|        | Lesneven D'or au lion morné de sable tenant entre ses deux pattes de devant un guidon d'azur chargé d'une fleur de lys d'or, la hampe de gueules (d'oro, al leone nato morto di nero tenente con le branche anteriori un guidone d'azzurro caricato di un giglio d'oro, con l'asta di rosso) |
|        | Locmaria-Plouzané De sinople aux trois épis de blé d'or en forme de fleur de lys, à la champagne ondée d'argent (di verde, a tre spighe di grano d'oro poste a forma di giglio, alla compagna ondata d'argento) |
|        | Moëlan-sur-Mer Tiercé en pairle renversé : au premier de gueules aux trois molettes d'éperon d'argent en chevron tourné, au second d'argent aux trois mouchetures d'hermine en chevron contourné, au troisième d'or aux trois sardines d'azur posées en fasce 1,2 ; à la crosse d'or mouvant de l'abîme et brochant en pal sur la partition (interzato in pergola rovesciata: nel 1° di rosso, a tre rotelle di sperone d'argento ordinate in scaglione in sbarra; nel 2° d'argento, a tre moscature d'armellino in scaglione in banda; nel 3° d'oro, a tre sardine d'azzurro poste in fascia e maleordinate; al pastorale d'oro movente dal cuore e attraversante in palo sulla partizione)                                      |
|        | Ouessant Écartelé : aux 1 et 4 d'or à une fasce de sable ; aux 2 et 3 de gueules plain. (inquartato: nel 1° e 4° d'oro, alla fascia di nero; nel 2° e 3° di rosso pieno) |
|        | Pencran D'or à un lion de sable surmonté d'une moucheture d'hermine et accompagné de trois annelets d'azur posés 2 et 1 (d'oro, al leone di nero sormontato da una moscatura d'armellino e accompagnato da tre anelletti d'azzurro posti 2 e 1) |
|        | Penmarch Écartelé: au 1, d'azur à la nef d'or, grand'voile carguée ; au 2, d'hermine ; au 3, d'argent à la croix de sable cantonnée de douze mouchetures d'hermine posées 1 et 2 dans chaque canton ; au 4, d'or à la tête de cheval arrachée de gueules (inquartato: nel 1° d'azzurro, alla nave d'oro, con la vela serrata; nel 2° d'armellino; nel 3° d'argento, alla croce di nero accantonata da dodici moscature d'armellino poste 1 e 2 in ogni cantone; nel 4° d'oro, alla testa di cavallo strappata di rosso) |
|        | Plogonnec D'azur à la fasce d'or, chargée d'un léopard morné de gueules, accompagnée en chef de trois couronnes et en pointe de trois mouchetures d'hermine, le tout aussi d'or et posé en fasce (d'azzurro, alla fascia d'oro, caricata di un leopardo nato morto di rosso, accompagnata in capo da tre corone e in punta da tre moscature d'armellino, il tutto d'oro e ordinato in fascia) |
|        | Plomelin D'argent à un dragon de gueules, au collier chargé de mouchetures d'hermine ; à la bordure de sinople (d'argento al drago di rosso, al collare caricato di moscature d'armellino; alla bordura di verde) |
|        | Plomeur Coupé mi-parti d'argent, de gueules et d'or, l'argent chargé de deux bonnets phrygiens de gueules (troncato semipartito d'argento, caricato di due berretti frigi di rosso, di rosso e d'oro) |
|        | Plonéis D'azur au besant d'argent chargé d'une moucheture d'hermine de sable et entouré de trois annelets concentriques en filet d'or, le tout soutenu d'une tierce engrêlée d'argent et d'une biche d'or brochant sur la tierce. (d'azzurro, a tre burelle spinate d'argento abbassate verso la punta, al cerbiatto d'oro attraversante sulle burelle, sormontato da un bisante d'argento caricato da una moscatura d'armellino di nero e circondato da tre anelli concentrici d'oro) |
|        | Plouarzel Coupé ondé : au premier parti au I d'or à une coquille d'argent et au II d'azur à un demi-soleil non figuré d'or, au second de sinople à deux épis de blé d'or, leurs tiges passées en sautoir, surmontés d'une moucheture d'hermine de sable. (-) |
|        | Ploudalmézeau Parti : au premier d'hermine plain, au second coupé, au un, d'azur aux cinq grelots d'argent ordonnés en sautoir, et au deux, fascé d'or et de gueules de six pièces (partito semitroncato d'armellino, d'azzurro, a cinque sonagli d'argento posti in sbarra e ordinati in decusse, e fasciato d'oro e di rosso) |
|        | Plouezoc'h De sable fretté d'or, à la bordure engrêlée de gueules (di nero cancellato d'oro, alla bordura spinata di rosso) Formula: 06:CNC:NIG/AUR/10+PO:BOR:RUB/INGRA |
|        | Plougasnou d'argent fretté d'azur (d'argento, cancellato d'azzurro) Formula: 06:CNC:ARG/AZU/6 |
|        | Plougoulm De gueules à une colombe éployée et contournée d'argent tenant en son bec un rameau d'olivier de sinople ; au chef d'argent à cinq mouchetures d'hermine (di rosso, a una colomba spiegata e rivoltata d'argento, tenente nel becco un ramo d'olivo di verde; al capo d'argento caricato da cinque moscature d'armellino) |
|        | Plouigneau De sinople à la croix celtique alésée d'or (di verde, alla croce celtica scorciata d'oro) |
|        | Plounévez-Lochrist écartelé en sautoir, au premier d'argent à une moucheture d'hermine, au deuxième d'or à une tête de lion morné arrachée de sable, au troisième d'or à la tête de lion arrachée d'azur, au quatrième de sable à la tête de lion arrachée d'argent, au sautoir de gueules brochant sur l'écartelé (inquartato in decusse: nel 1º d'argento, alla moscatura d'armellino; nel 2º d'oro, alla testa di leone nato morto strappata di nero; nel 3º d'oro, alla testa di leone strappata d'azzurro; nel 4º di nero, alla testa di leone strappata d'argento; al decusse di rosso attraversante sull'inquartato) |
|        | Poullaouen D'hermine chevronné de gueules (scaglionato d'armellino e di rosso) |
|        | Pont-Croix d'azur au lion morné d'argent (d'azzurro, al leone nato morto d'argento) |
|        | Pont-l'Abbé d'or au lion de gueules (d'oro, al leone di rosso) |
|        | Poullan-sur-Mer D'azur à la croix pattée d'argent, à la gerbe de blé d'or, liée de gueules, brochant sur le tout; au chef cannelé d'argent, chargé de trois mouchetures d'hermine de sable. (d'azzurro, alla croce patente d'argento, al covone di grano d'oro, legato di rosso, attraversante sul tutto; al capo cannellato pure d'argento, caricato di tre moscature d'armellino) |
|        | Querrien de sinople à un épi de blé d'or issant de la pointe accosté de deux pals ondés d'argent, au chef de même chargé d'une croix celtique de sinople mouvant du trait du chef, accostée de deux mouchetures d'hermine de sable (di verde, alla spiga di grano d'oro uscente dalla punta, accostata da due pali ondati d'argento; al capo dello stesso, caricato da una croce celtica di verde movente dalla linea di partizione, accostata da due moscature d'armellino) |
|        | Quimper D'azur au bélier passant d'argent accorné et onglé d'or; au chef d'hermine (d'azzurro, all'ariete passante d'argento, cornato e unghiato d'oro; al capo d'armellino) |
|        | Roscanvel D'azur à un pignon de quatre degrés d'or mouvant de la pointe et chargé d'une moucheture d'hermine de gueules (d'azzurro, al frontone di quattro scalini d'oro movente dalla punta e caricato da una moscatura d'armellino di rosso) |
|        | Rosporden D'hermine au filet en barre de gueules, au chef d'azur (d'armellino, al filetto in sbarra di rosso; al capo d'azzurro) |
|        | Saint-Renan D'or au cheval gai de sable (d'oro, al cavallo inalberato di nero) |
|        | Saint-Sauveur dargent aux deux pals d'azur ; sur le tout de sinople à l'épi de blé d'or (d'argento, a due pali d'azzurro; sul tutto di verde, alla spiga di grano d'oro) |
|        | Saint-Ségal De sinople au cheval d'argent, au chef ondé du même chargé de trois mouchetures d'hermine de sable et d'une flèche de gueules posée en fasce brochant (di verde, al cavallo d'argento; al capo ondato dello stesso, caricato da tre moscature d'armellino di nero e da una freccia di rosso posta in fascia e attraversante sulle moscature) |
|        | Saint-Thégonnec De sinople au loup passant d'argent, animé, armé et lampassé de gueules, au chef d'argent chargé de trois croisettes de gueules (di verde, al lupo passante d'argento, illuminato, armato e lampassato di rosso, al capo d'argento caricato di tre crocette di rosso) |
|        | Scaër D'or à la face ondée d'azur accostée de deux pierres de Coadry de sable, posées en pal ; au chef d'azur à un rencontre de bélier, accosté de deux haches d'armes d'argent, l'une tournée à dextre, l'autre à senestre (d'oro, alla fascia ondata d'azzurro accostata da due pietre di Coadry di nero, poste in palo; al capo d'azzurro, al riscontro d'ariete, accostato da due asce d'armi d'argento addossate) |
|        | Sizun d'argent aux sept mouchetures d'hermine de sable ordonnées 3, 3 et 1, à la bordure de sinople chargée de huit besants d'or ordonnés en orle (d'argento, a sette moscature d'armellino ordinate 3, 3, 1; alla bordura di verde, caricata da otto bisanti d'oro ordinati in orlo) |
|        | Spézet Coupé emmanché d'argent à cinq mouchetures d'hermines de sable et de sable au lion léopardé d'argent (troncato indentato d'argento, a cinque moscature d'armellino ordinate in fascia, e di nero, al leone illeopardito d'argento) |
|        | Taulé de sable au chef-pal d'or chargé d'une moucheture d'hermine de sable et d'un léopard du même en chef ; accosté de deux mouchetures d'hermine d'or (di nero, al capo-palo d'oro caricato di una moscatura d'armellino di nero e da un leopardo dello stesso in capo; accostato da due moscature d'armellino d'oro) |
|        | Telgruc-sur-Mer Palé d'argent et d'azur de six pièces, au phénix d'or sur son immortalité du même brochant sur le tout (palato d'argento e d'azzurro, alla fenice d'oro sulla sua immortalità attraversante sul tutto) |
|        | Tourch D'argent au sanglier passant de sable, allumé et défendu du champ à la bordure d'azur ; au chef d'argent chargé de cinq mouchetures d'hermine de sable. (d'argento, al cinghiale passante di nero, illuminato e difeso del campo, alla bordura d'azzurro; al capo d'argento caricato di cinque moscature d'armellino) |
|        | Trégarantec De sinople à l'écusson d'or chargé d'un lion morné de sable, accompagné en chef à dextre d'une tour aussi d'or, ouverte et ajourée du champ, maçonnée aussi de sable, à senestre d'une croisette d'or et en pointe d'une mitre épiscopale d'argent parée d'or} (di verde, allo scudetto d'oro caricato da un leone nato morto di nero, accompagnato in capo a destra da una torre pure d'oro, aperta e finestrata del campo, murata pure di nero, in capo a sinistra da una crocetta d'oro e in punta da una mitra episcopale d'argento decorata e con i fanoni d'oro) |
|        | Tréogat de gueules au lion d'or, à la bordure du même chargée en chef de cinq mouchetures d'hermine du champ, aux flancs et en pointe de six tourteaux du même ordonnés en orle} (di roso, al leone d'oro, alla bordura dello stesso, caricata in capo da cinque moscature d'armellino del campo, nei fianchi e in punta da sei torte dello stesso ordinate in orlo) |
|        | Le Trévoux D'or aux trois clochers de sable rangés en pal, soutenus chacun de deux coquelicots de gueule boutonnés aussi de sable, aux tiges de sinople passées en sautoir, au comble d'argent chargé de cinq mouchetures d'hermine de sable et soutenu d'un filet du même} (d'oro, a tre campanili di nero ordinati in palo, ciascuno sostenuto da due papaveri di rosso bottonati pure di nero, ai fusti di verde passati in decusse; al colmo d'argento caricato di cinque moscature d'armellino di nero e sostenuto da un filetto dello stesso) |